# میخک دریایی
آرمریا ماریتیما(نام علمی: Armeria maritima) نام یک گونه از تیره بهمنیان است.